# Asteroid de tip S

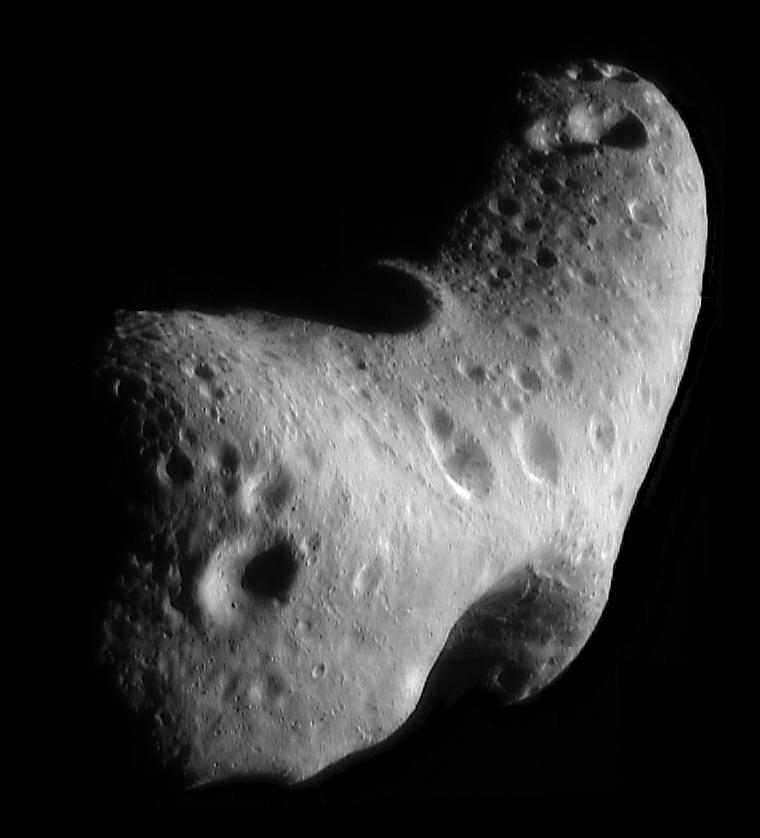
433 Eros, un asteroid tipic celor de tip S

Asteroizii de tip S sunt o clasă de asteroizi în care sunt incluse obiectele care sunt compuse din piatră, de aceea acest tip de asteroizi sunt numiți pietroși . Aproximativ 17 % din toți asteroizii cunoscuți sunt de acest tip, fiind a doua clasă de asteroizi după mărime, după cei carboniferi (de tip C).

## Caracteristici
Asteroizii de tip S au o strălucire moderată (cu un albedo de la 0.10 până la 0.22) și sunt compuși în întregime din fier și magneziu (silicați). Ei sunt cei mai mulți în interiorul centurii principale de asteroizi la o distanță de 2.2 UA, în mijloc ei se întâlnesc la o distanță de 3 UA, mai departe ei se întâlnesc mai rar. Cel mai mare dintre ei este asteroidul 15 Eunomia (aproximativ 330 km în diametru), din acest tip de asteroizi fac parte tot așa asteroizi de mari ca 3 Juno, 29 Amphitrite, 532 Herculina și 7 Iris. Acești reprezentanți mari a acestui tip de asteroizi pot fi observați dintr-un binoclu obișnuit 10x50, cel mai luminos asteroid 7 Iris poate atinge o luminozitate de până la magnitudinea de +7,0, fiind întrecută doar de cel mai luminos asteroid 4 Vesta.
Spectrul lor are o recensiune profund moderată, lungimea de undă fiind mai mică de 0,7 µm și absorția nu este mai mare la distanța de 1-2 µm. Absorția la lungimea undei de 1 µm dovdește prezența silicaților (minerale pietroase). Deseoria are loc absorția la lungimea undei de 0,63 µm. Componența acestor asteroizi este asemănătoare cu cea a multor meteoriți de piatră, care au de asemenea caracteristici spectrale.